# Morterone
Morterone é uma comuna italiana da região da Lombardia, província de Lecco, com cerca de 29 habitantes. Estende-se por uma área de 13 km², tendo uma densidade populacional de 3 hab/km². Faz fronteira com Ballabio, Brumano (BG), Cassina Valsassina, Cremeno, Lecco, Moggio, Vedeseta (BG).
É o município italiano menos habitando, com apenas 29 habitantes, mas possui governo municipal autônomo.

## Demografia
| Variação demográfica do município entre 1861 e 2011                               |
|                                                                                   |
| Fonte: Istituto Nazionale di Statistica (ISTAT) - Elaboração gráfica da Wikipedia |